# Energy 2000
Energy 2000 – sieć klubów muzycznych, znajdujących się w Przytkowicach i Katowicach.

## Historia
Historia Energy 2000 sięga 1991 roku, kiedy to założono w Przytkowicach klub pod nazwą „Holiday Disco”, na który składała się jedna sala taneczna i bar. Od tamtej pory klub był wielokrotnie modernizowany. Był pierwszym klubem w Polsce transmitującym na żywo swoje imprezy. Organizował Mistrzostwa Europy DJ, a gościnnie w klubie koncertowali m.in. ATB, Showtek, Cosmic Gate, Westbam, Benny Benassi, Timmy Trumpet, DJ Antoine, Mike Candys czy Headhunterz.
W 2011 roku otwarto klub Energy 2000 w Katowicach. Jako lokalizację wybrano budynek dawnego kina Capitol w centrum miasta, co wywołało kontrowersje. Powierzchnia katowickiego klubu wynosi 2500 m² (w tym trzy sale i trzy bary) i może pomieścić 4000 osób. Klub ten dysponuje największym parkietem w Polsce, a łączna moc nagłośnienia wynosi 100 000 W.

## Energy Mix
Od 2001 roku kilkukrotnie w ciągu roku ukazuje się Energy Mix – kompilacja utworów klubowych dokonywana przez DJ Thomasa i DJ Hubertuse’a.